# 马拉维利亚
马拉维利亚是巴西阿拉戈斯州的一个市镇。总面积279.46平方公里，总人口10233人，人口密度36.6人/平方公里。